# Коул Тернер
Коул Тернер (англ. Cole Turner) — вигаданий персонаж серіалу «Всі жінки відьми». Народився в 1885 році в Каліфорнії, його мати — демониця, а батько — звичайна людина. Коул дав, можливо, найзначущі і інтригуючі сюжетні лінії серіалу, пов'язані з їх романтичними стосунками з Фібі, і мав найбільше співпереживання з боку глядачів.
Коул з'являється в третьому сезоні як помічник прокурора, який незабаром подобається Фібі, і вони починають зустрічатися. Через деякий час Зачаровані дізнаються, що Коул — демон Бальтазар, якого послала Тріада, щоб увійти в довіру сестер і знищити їх. Проте, Коул прив'язується до Фібі і не в змозі завершити місію. Те ж саме відбувається з Фібі, якій на деякий час вдається переконати сестер, що вона убила Коула. Згодом Коул переконує сестер, що він хоче подолати в собі зло і встати на сторону добра. Якийсь час це викликає конфлікти з демонічною частиною його суті, потім Фібі вдається приготувати зілля, яке зробить Коула людиною.
Фібі і Коул одружуються, після їх весілля глядач дізнається, що Коул знов стає демоном. Тепер Коул — нове Джерело і він хоче переманити свою дружину, що виношує його сина, на сторону демонічної організації. Фібі робить болісний вибір і разом з сестрами вбиває його. Вмираючи, Коул признається Фібі в коханні.
Після смерті Коул потрапляє в долину демонів, але душа не дозволяє йому відразу зникнути, як іншим демонам. Не втрачаючи надії повернутися, він постійно тікає від чудовиська, що мешкає в долині. Він знаходить спосіб зв'язатися з Фібі і розповідає їй про можливість повернути його до життя, але вона відмовляється допомогти. Зневірившись, Коул готовий прийняти остаточну смерть від чудовиська, але несподівано отримує силу померлого демона, і коли чудовисько кидається на нього, інстинктивно його вбиває. Зрозумівши, як зібрати сили померлих демонів, він стає досить сильний, щоб повернутися. Фібі дізнається про його повернення, коли він міняє її місцями з мисливцем, який хотів вбити невинну відьму. Коул намагається переконати Фібі, що він знов на стороні добра, але вона не може знову повірити йому. Він намагається покінчити з життям, але виявляє, що це неможливо.
У п'ятому сезоні перед Коулом виявляють свою присутність аватари. Сподіваючись використовувати свої нові сили, щоб бути разом з Фібі, він приймає пропозицію стати одним з них. Ставши аватаром, Коул змінює реальність на іншу, на ту, в якій після смерті Прю, Фібі вийшла за нього заміж, а Пайпер стала вигнанцем і полювала на Шакса. За допомогою своїх специфічних здатностей, Пейдж випадково, разом з Коулом, перенеслась до тієї реальності. Виявилось, що в ній Шакс все ж вбив її, тому вона не має сили. Проникаючи до Фібі, вона запевнює її, що Коул лихий. Через те, що Коул не став Джерелом, Фібі змогла вбити його за допомогою зілля, яке готувала Прю. Повертаючись в справжню реальність, Пейдж повідомляє сестрам, що Коул мертвий. Щоб переконатись цьому, вони йдуть до його квартири. В моторошній і холодній домівці, Пейдж драматично каже: «З днем народження».
У сьомому сезоні Пайпер, знаходячись в комі, зустрічає Коула, він хоче допомогти їй повернути Лео, покараного старійшинами за становлення аватаром. Він також говорить, що хоче, щоб Фібі не залишала спроб знайти свою любов. З'ясовується, що весь цей час Коул незримо був із Зачарованими. Коли Фібі питає у Пайпер хто допоміг їй, та відповідає: «Старий друг». Остання поява Коула в серіалі дає зрозуміти глядачеві, що він не зовсім помер і все ще володіє демонічними силами, він допоміг Дрейку стати людиною і зустрітися з Фібі, згодом він відпускає душу Дрейка, після чого телепортується в невідоме місце.